# Алдомировски хребет
 Тази статия е за хребет в Антарктика.  За селото в Западна България вижте Алдомировци.  
Алдомировски хребет (на английски: Aldomir Ridge) е преобладаващо свободен от лед хребет в южната част на полуостров Тринити, Земя Греъм, Антарктида.
Получава това име в чест на село Алдомировци през 2011 г. Решението е обнародвано с указ на президента на България на 31 май 2016 г.

## Описание
Разположен е между ледниците Шогрен на запад и Бойдъл на изток. Дължината му е 14 km между платото Детройт на север-северозапад и залива Шогрен на юг-югоизток, ширина 4,2 km и височина до 1350 m в северния му край.

## Картографиране
Британска топографска карта на полуострова от 1974 г.

## Карти
- Antarctic Digital Database (ADD). Scale 1:250000 topographic map of Antarctica. Scientific Committee on Antarctic Research (SCAR), 1993 – 2012